# 康亞索省
9°49′N 7°31′W / 9.817°N 7.517°W

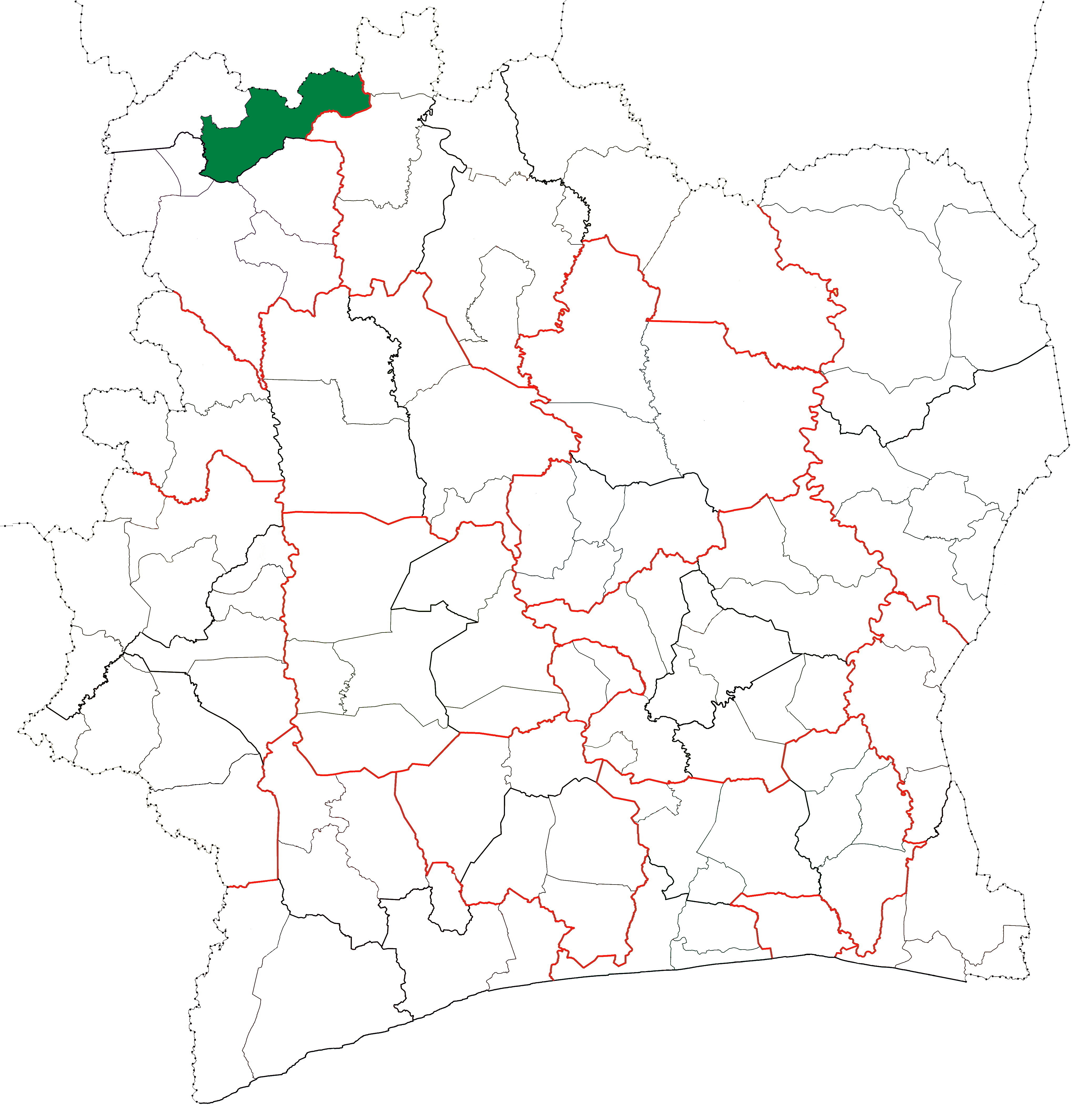

康亞索省（Kaniasso Department），是科特迪瓦的省份，位於該國西北部登蓋萊區，由福隆大區負責管轄，成立於2011年，面積3,739平方公里，2014年人口58,216，人口密度每平方公里16人。